# Fuldamobil
Fuldamobil byla německá automobilová značka, která vznikla po druhé světové válce. Název dostala podle města Fulda, kde její minivozy vyráběla společnost Elektromaschinenbau Fulda v letech 1950–1969. Vozy dodávala i jako stavebnice.

## Historie
Druhá světová válka zvýšila počet lidí s řidičskými zkušenostmi i postižených. Vozový park byl důsledkem přerušení výroby a vojenskému zabavování obstarožní, značně vážně poškozený, mnohdy zničený nebo rozbitý a zbytek většinou opotřebený provozem na náhražková paliva. Ve světě stoupl zájem o nedrahé úsporné vozy.
Norbert Stevenson, jenž studoval krátký čas strojní inženýrství v Berlíně a pracoval jako novinář na volné noze, se za poválečné hospodářské krize rozhodl v Německu navrhnout velmi úsporný a jednoduchý 3kolový minivůz se dvěma místy. Počáteční práce financovaná vydavatelem novin Rhein-Zeitung, pro které Stevenson psal, musela být pro hospodářskou obtíže v létě 1949 přerušena. Po oslovení několika společností přesvědčil nakonec projektem v říjnu 1949 Dipl.-Ing. Karla Schmitta, prodejce Bosch ve Fuldě a provozovatele malé společnosti Elektromaschinenbau Fulda, jehož dílna mohla omezený počet minivozů vyrábět.
Prototyp představený 9. března 1950 neměl snadný zrod, postrádali výrobní zařízení i zkušenosti a některé díly museli obstarat na černém trhu. Společnosti se přesto podařilo udělat z typu Fuldamobil v různých podobách nejdéle vyráběný německý minivůz. Byl vhodný do měst pro snadné parkování, ale nepříliš pohodlný, náročný na údržbu a s dřevěným rámem. Prošel rozsáhlým zdokonalováním a dík praktičnosti se nakonec licenčně vyráběl na čtyřech kontinentech. Stabilitě vozu při jízdě velmi pomáhal negativní poloměr rejdu předních kol – s podobným řešením přišel až Citroën DS 19 v roce 1955 a používá jej většina automobilů s předním pohonem.

## Prodávané typy

### N
V únoru 1951 přišel na trh první sériový model, Fuldamobil N. Tříkolový trubkový rám s jedním zadním kolem nesl dřevěnou kostru karoserie potaženu překližkou, kterou kryla na rozdíl od ocelového plechu u prototypu umělá kůže. Jednoválcový vzduchem chlazený dvoutaktní motor Baker & Pölling objemu 248 cm³ s 8,5 k umístěný před zadním kolem, které řetězem poháněl, zjednodušoval celý mechanismus. Nahradil obdobný příliš slabý 198 cm³ motor Zündapp u prototypu s 6,5 koní. Maximální rychlost stoupla z 65 km/h na 75 km/h.

### N-1
V srpnu 1951 změnil Fuldamobil poprvé tvar – s původním dopředu vyrovnaně se svažujícím čelem připomínal nevalně motorové vozidlo. A obtížně se v něm za jízdy udržovalo čelní sklo nezamlžené. Přestože se motor nalézal vzadu a užitkový prostor nad ním, zákazníci vyžadovali přední kapotu. Vůz s ní delší o 13 cm získal přezdívku „náprsní auto“. Čelní sklo blíže řidiči bylo dosažitelnější.
Poslední N-1 měly na dřevěnou kostru karoserie přibitý zrnitý hliníkový plech. Lak byl většinou pro úsporu vynechán. Vozům se začalo přezdívat stříbrná blecha.

### N-2
V září 1952 se zaměnil motor za 359 cm³ Fichtel & Sachs s 9,5 k – předchozí byl příliš nespolehlivý. Přibyla zadní boční okna a obsaditelnost změnila na 2 + 2 osoby. Roadster měl pouze místo pro dva. Maximální rychlost stoupla na 80 km/h. Oblíbenost se zvýšila a výroba začala stoupat. Vyráběl se paralelně s většími nástupci až do roku 1955.

### S-1

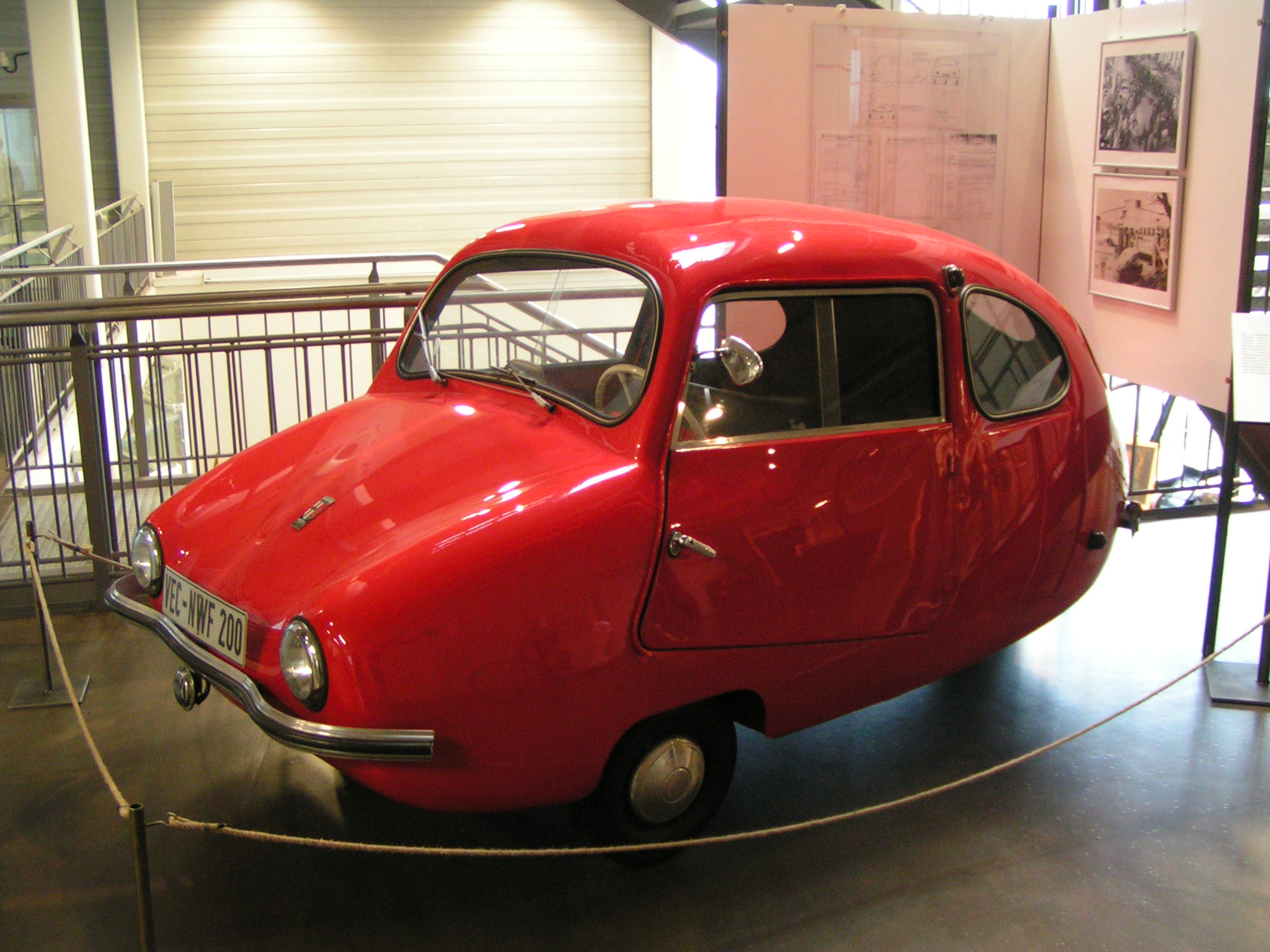
Fuldamobil S-1

Byl představen v červenci 1953 jako rozměrnější doplněk k N-2. Konstrukčně vycházel z předchůdce, byl ale mírně větší, užitečnější a působil moderněji. Křivkami se inspiroval u Porsche 356, krátká záď však připomínala vajíčko a za celkový vzhled dostal přezdívku „kufr na cello“. Hliníkový plech karoserie měl tepelně válcován. Zadní výklopné dveře s malým oknem, které bylo vzato ze dvou v děleném zadním okně vozu Volkswagen Brouk, umožňovaly přístup do zavazadlového prostoru nad zadním kolem a 197 cm³ motorem ILO s 9,5 k. Maximální rychlost zůstala na 80 km/h.
Nordwestdeutscher Fahrzeugbau z Wilhelmshavenu vyráběl tento model od března 1954 do srpna 1955 v licenci s označením Fuldamobil NWF 200. Ve srovnání s hlavními rivaly Messerschmitt KR 200 a následně představeným BMW Isetta zaostával. Oba byly výkonnější, rychlejší a za 2395, resp. 2580 DM proti 2780 DM levnější. Odbyt klesl a výroba NWF 200 byla v srpnu 1955 zastavena. Peněžní tok Nordwestdeutscher Fahrzeugbau ovládaly problémy a v září 1955 společnost vyhlásila bankrot.

### S-2

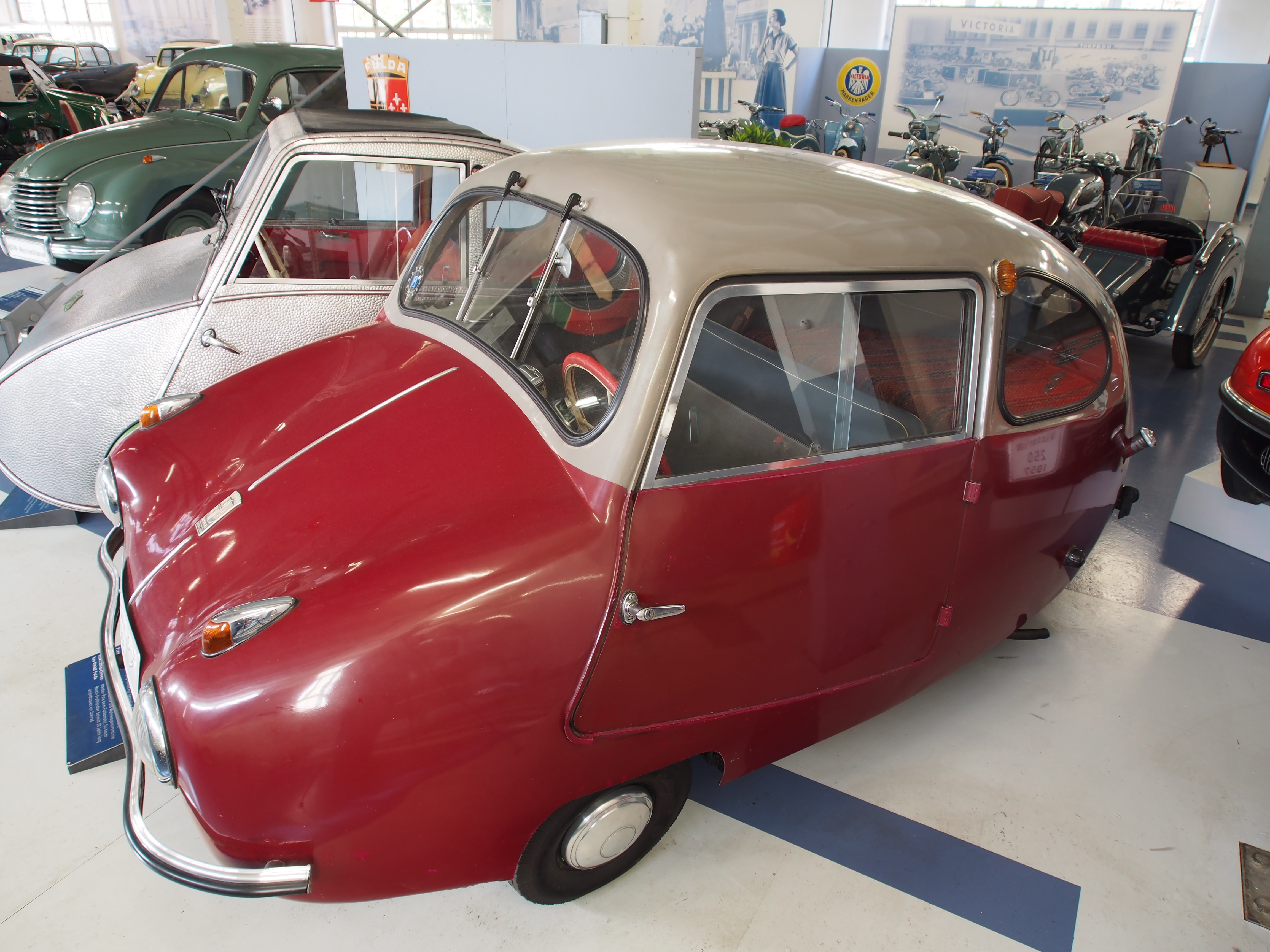
Fuldamobil S-2, v pozadí N-2

V únor 1954 nahradil S-1. Změnou byl 359 cm³ motor Fichtel & Sachs s 9,5 k a větší zadní okno. Maximální rychlost vozu označovaného Fuldamobil S 360 zůstala na 80 km/h.

### S-4
V roce 1955 nahradil S-2. Podstatné snížení daňových výhod na tříkolové vozy vedlo k obvyklé instalaci druhého kola na úzkou zadní nápravu bez diferenciálu. Vůz byl znatelně stabilnější. Motor Fichtel & Sachs objemu 191 cm³ měl 10 k. Maximální rychlost stoupla na 85 km/h.
V malých počtech se stejnou technikou, ale otevřenou karoserií vznikal roadster S-5.

### S-6
V roce 1956 nahradil S-4. Místo dřívějších výklopných zadních dveří s oknem měl pevné panoramatické zadní okno tvaru slzy z plexiskla a skvělý výhled dozadu. Neexistovala verze roadster. Maximální rychlost byla 80 km/h. Nejzákladnější Brouk stál 3 770 DM, S-6 jen 2 250 DM. Karl Schmitt hledal společníka na hromadnější licenční výrobu. S motocyklovým výrobcem Zündapp, který se chtěl rozšířit do světa mikroaut, dosáhl ekonomické dohody, Zündapp se ale vyvázal a začal stavět větší čtyřmístný minivůz Janus.

### S-7

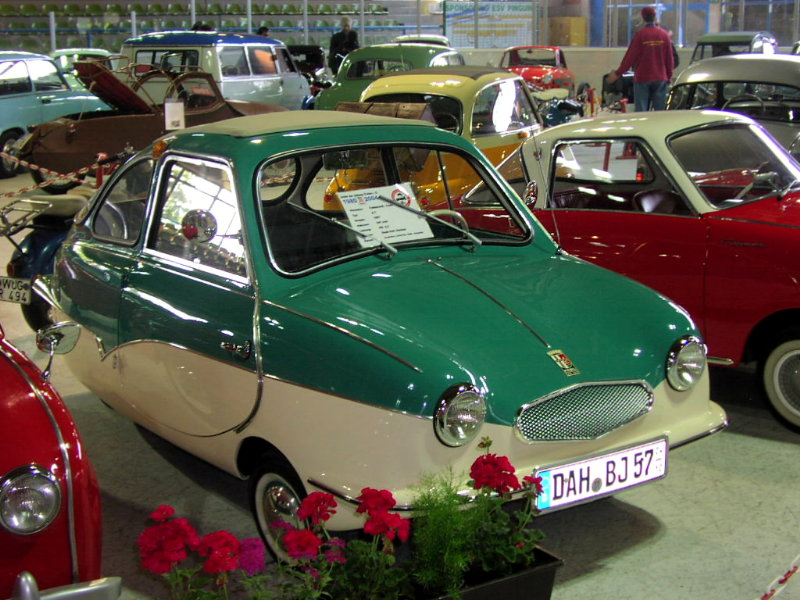
Fuldamobil S-7 (1965–1969)

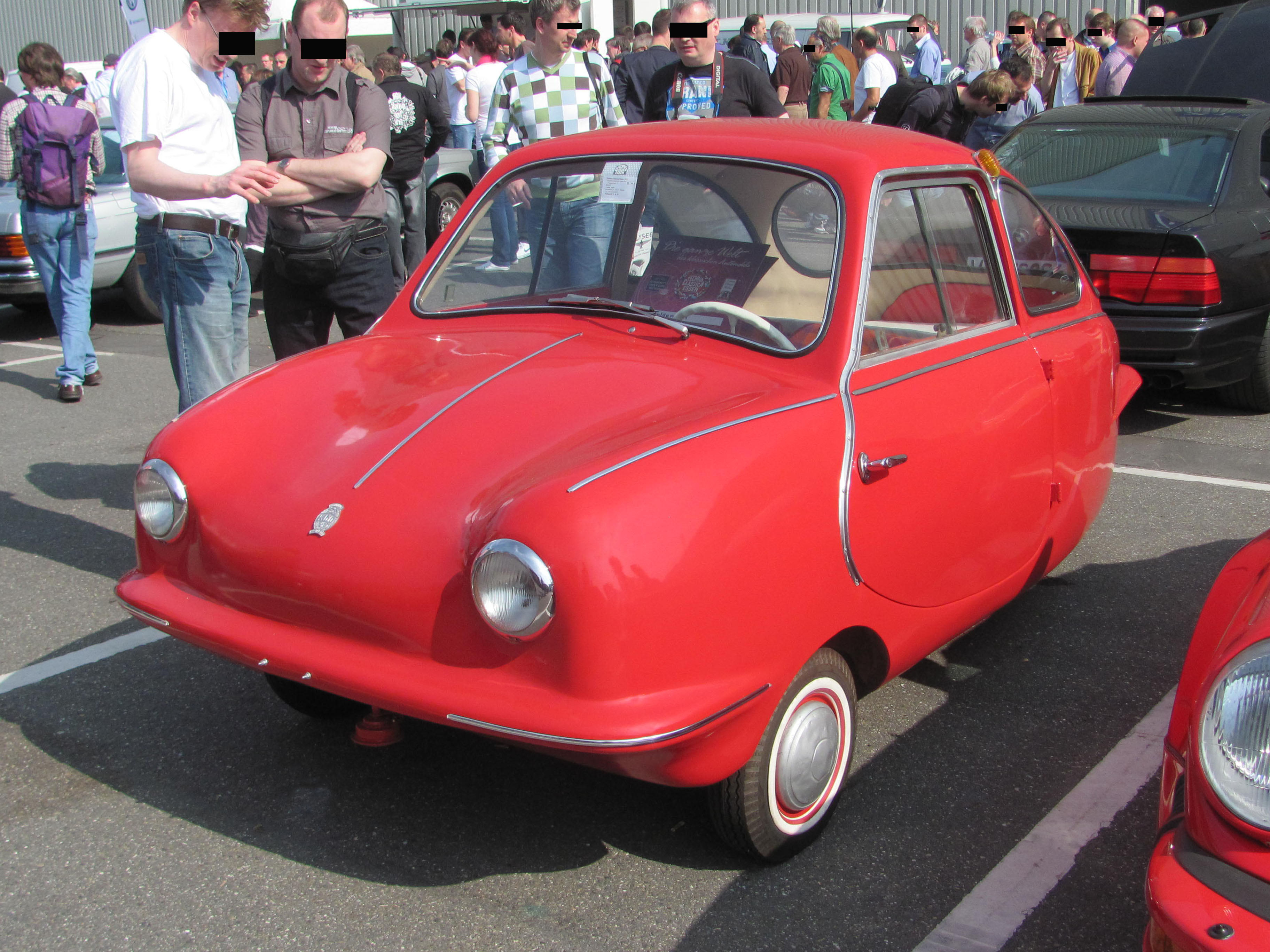
Fuldamobil S-7 (1956–1965)

V roce 1957 nahradil S-4. Byl výrazně lehčí, měl sklolaminátovou karoserii a větší okna. Maximální rychlost stoupla na 85 km/h. Výrobně mnohem jednodušší karoserie přilákala licenční výrobce z mnoha zemí a model se rychle stal nejúspěšnějším typem. Měl podnítit výraz "bublinové auto".
Roadster jménem Sporty se vyráběl pouze do září 1965. Tehdy byl 198 cm³ dvoutaktní motor nahrazen 10 k vzduchem chlazeným čtyřtaktem Heinkel z minivozu Heinkel Kabine. Současně byla upravena provozní brzda. Ovládala se hydraulicky a ne pomocí lanového táhla. Facelift umístil falešnou masku chladiče nad přední nárazník. Výroba skončila roku 1969 bez nástupce.

## Výroba
Zpočátku byly prodávaly vývojové prototypy. Od roku 1951 do roku 1969 se v mnoha generacích v Německu vyrobilo celkem asi 2900 vozů Fuldamobil, které byly hojně používané. Ve srovnání s jinými výrobci to není mnoho, ale na malou společnost je to značná suma. Není započteno přibližně dalších 700 vozů vyrobených na základě licence německou značkou Nordwestdeutscher Fahrzeugbau.

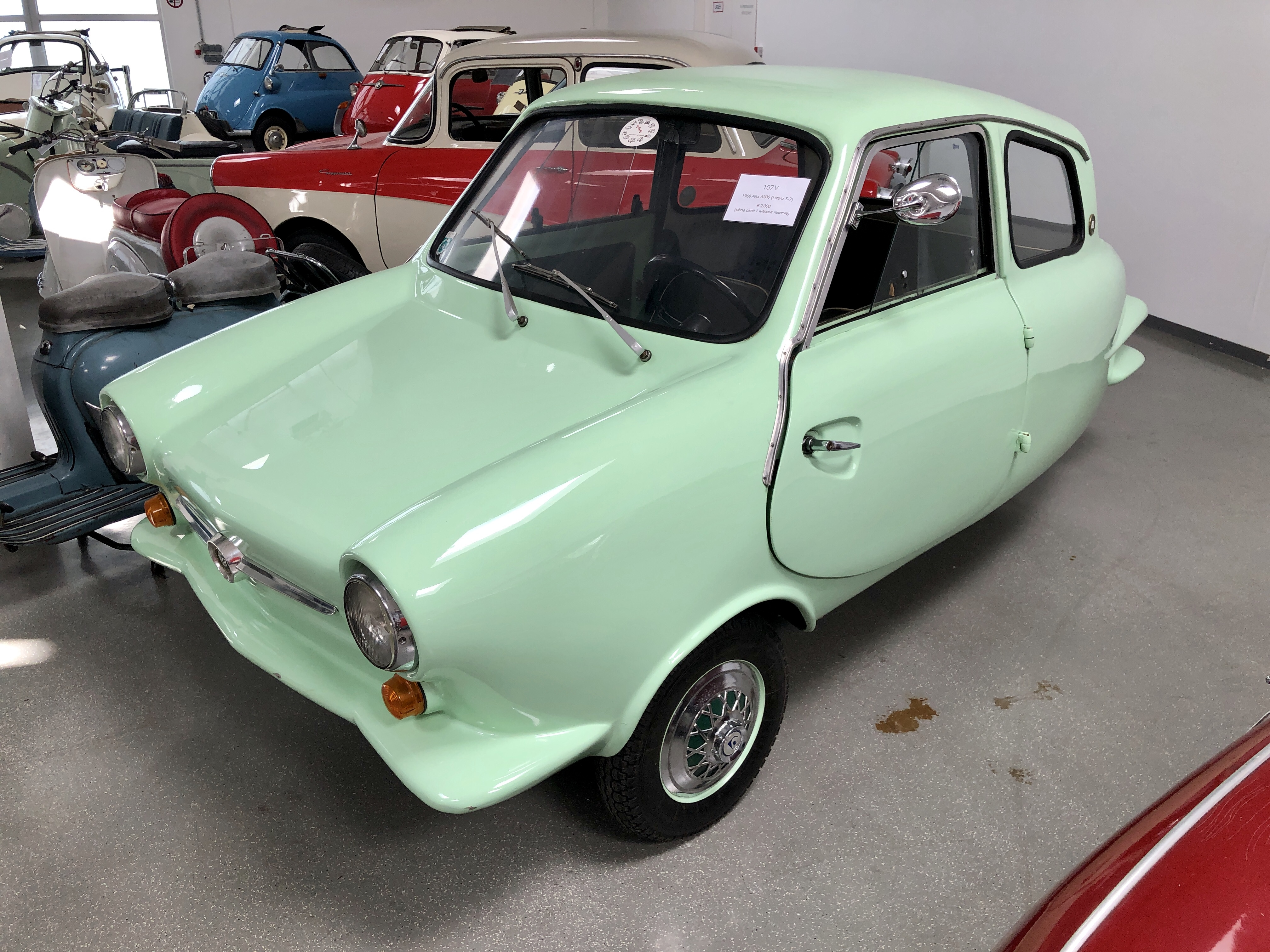
Alta A200

Typ S-7 se licenčně vyráběl v mnoha zemích světa. Počet takto vyrobených vozů výrazně předčil závody Fulda, i když většina výroby byla ve srovnání s nimi velice krátká.
Vyráběl se jako Nobel 200 v Turecku, Chile a Británii. Fuldamobil v Jižní Africe, Bambi v Argentině, Bambino v Nizozemsku. Hans Vahaar v Indii a Fram King Fulda ve Švédsku. V Turecku byl prvním sériově vyráběným vozem, vznikal zde v letech 1958-1961. V Řecku byl vyráběn nejdéle, od roku 1962 do roku 1971 společností Attica jako Attica 200 a od roku 1968 do roku 1974 s novou vlastní karoserií společností Alta jako Alta A200. V Argentině se vyráběl i pick-up založený na roadsteru.

## Tabulka typů
| model    | výroba    | obecně | počet                            | cena v DM                            |
| -------- | --------- | --- | -------------------------------- | ------------------------------------ |
| prototyp | 1950      | šikmá přední část karoserie splývající s čelním sklem bez zalomení, motor Zündapp s 198 cm³, karoserie z ocelového plechu, tříkolová                                                   | 1                                | 1850 (plán)                          |
| N        | 1951      | šikmá přední část karoserie splývající s čelním sklem bez zalomení, motor od firmy Baker & Pölling s 248 cm³, karoserie z ocelového plechu, tříkolová                                  | 74 (z nich nejméně 22 roadsterů) | 2250                                 |
| N-1      | 1951–1952 | jednoduchá přední část, motor od firmy Baker & Pölling o 248 cm³, původně ocelová karoserie, nakonec hliníková karoserie, přezdívaná Stříbrná blecha, tříkolová                        | cca 320                          | 2490                                 |
| N-2      | 1952–1955 | jednoduchá přední část, motor od firmy Fichtel & Sachs s 359 cm³, hliníková karoserie z plechu, přezdívaná Stříbrná blecha, tříkolová                                                  | 380                              | 2760, od 7/1953 2990, od 6/1954 2200 |
| S-1      | 1954      | jednoduchá přední část, motor MOP 197 cm³, oválná karoserie s víkem zavazadlového prostoru, tříkolová                                                                                  | 3 + cca 700 NWF 1954–1955        | 2780                                 |
| S-2      | 1954–1955 | jednoduchá přední část, motor Fichtel & Sachs s 359 cm³, oválná karoserie s víkem zavazadlového prostoru, tříkolová                                                                    | cca 430                          | 2990, od 6/1955 3350                 |
| S-3      | 1956      | jednoduchá přední část, motor Fichtel & Sachs s 191 cm³, oválná karoserie s víkem zavazadlového prostoru, tříkolová                                                                    | 2                                |                                      |
| S-4      | 1955–1956 | jednoduchá přední část, motor firmy Fichtel & Sachs o velikosti 191 cm³, oválná karoserie s víkem zavazadlového prostoru, čtyřkolová, na přání tříkolová, shodná s S-5 kromě karoserie | cca 168                          | 2780                                 |
| S-5      | 1955–1956 | jednoduchá přední část, motor od firmy Fichtel & Sachs o 191 cm³, oválná karoserie, roadster, čtyřkolová, na přání tříkolová, shodná s S-4 kromě karoserie                             | cca 168                          |                                      |
| S-6      | 1956–1957 | jednoduchá přední část, motor Fichtel & Sachs 191 cm³, oválná karoserie s panoramatickým zadním oknem, čtyřkolová, na přání tříkolová                                                  | cca 123                          | 2890                                 |
| S-7      | 1957–1965 | jednoduchá přední část, motor Fichtel & Sachs o 191 cm³, oválná plastová karoserie s panoramatickým zadním oknem, čtyřkolová, na přání tříkolová                                       | cca 440                          | 3100                                 |
| S-7      | 1965–1969 | jednoduchá přední část, motor Heinkel o objemu 198 cm³, oválná plastová karoserie s panoramatickým zadním oknem, čtyřkolová, na přání tříkolová, falešná mřížka chladiče               | cca 260                          | 3450                                 |

## Technické parametry
- typy: S-6, S-7, N-2, S-2
- rok výroby – 1950-1959
- vyrobených kusů – 2 201
- rychlost – 80 km/h
- místo výroby – Německo, Fulda
- návrhář – Norbert Stevenson
- výhody – snadné parkování, vhodné na nákupy
- nevýhody – nepohodlné, náročná údržba, dřevěný rám